# I. Tupou György tongai király
I. Tupou György (Niu'ui, Lifuka, Ha'apai, Tonga, 1797. december 4. – Nukuʻalofa, Tonga, 1893. február 18.), tongaiul: Siaosi Tupou I, Tonga királya, a Tupou-ház első királya (I. Tupou). III. Tupou Salote tongai királynő ükapja.

## Élete
Apja Tupouto'a, Konokupolo 17. királya (Tu'i Konokupolo), anyja Taufa Ho'amofaleono, Malu'otaufának, a 4. Ma'afu-'o-Tukui'aulahinak a lánya.

## Gyermekei
- 1. feleségétől, Finau Kaunanga hercegnőtől, 1 leány:
  - Salote (Sarolta) Pilolevu Mafileo (1824–1891) tongai királyi hercegnő, férje Filia'ipulotu, 3. Tu'i Pelehake, Ha'apai kormányzója, 1 fiú:
    - Siaosi (György) Fatafehi Toutaitokotaha (1842–1912), 4. Tu'i Pelehake, Tonga miniszterelnöke (1904), felesége Elisiva Fusipala Tauki'onetuku (1850–1889) tongai királyi hercegnő, Tonga trónörököse, l. lent, 1 fiú
- 2. feleségétől, Salote (1811–1889) tongai királynétól, 2 fiú:
  - Sia'osia Tu'uakitau (1839–1842 előtt)
  - Siaosi (György) Vuna Takitakimalohi (1841–1862) tongai királyi herceg
- Házasságon kívüli kapcsolatából Kalolaine Fusimatalili úrnőtől, 1 fiú:
  - Tevita (Dávid) 'Unga Motangitau' (1824 körül–1879) tongai királyi herceg, törvényesítve és trónörökössé kinevezve (1875. november 4.), Tonga első miniszterelnöke (1876. január 1.), 1. felesége Fifita Vav'au (1835–1860), Liufau, Tu'i Ha'angana Ngata lánya, 3 gyermek, 2. felesége Teisa Palau, Mahe'uli'uli úrnak a lánya, újabb gyermekei nem születtek:
    - (1. házasságából): Elisiva (Erzsébet) Fusipala Tauki'onetuku (1850–1889) tongai királyi hercegnő (1875. november 4.), Tonga trónörököse (1889. június 6.), férje Sia'osi Fatafehi Toutaitokotaha (1842–1912), 4. Tu'i Pelehake, Tonga miniszterelnöke, l. fent, 1 fiú:
      - II. Tupou György tongai király (1874–1918)

    - (1. házasságából): 'Viliami 'Uelingatoni (Vilmos Wellington) Ngu Tupou-Malohi (1854–1885) tongai királyi herceg (1875. november 4.), Tonga trónörököse (1879. december 22.), felesége Asupa Funaki (–1931), Babanga Moala lánya, házasságából nem születtek gyermekei, 3 természetes gyermek
    - (1. házasságából): Nalesoni (Nelson) Laifone (1859–1889 tongai királyi herceg (1875. november 4.), Tonga trónörököse (1885. március 11.), felesége Luseane Anga-'ae-fonu (1871–1941), 'Inoke Fotu úrnak, Vava'u bírájának és 1. feleségének, Princess Lavinia Veiongo Mahanga tongai hercegnőnek, Samuelio Fatafehi Laufilitonga király (39. Tu'i Tonga) lányának a lánya, a házasságból gyermekei nem születtek, 2 természetes leány
- Házasságon kívüli kapcsolatából Pasikole úrnőtől, 2 gyermek:
  - 'Isileli (1827–1893 előtt) úr, 1. felesége Veisinia Moalapau'u (1825 körül–1852 után), Onetangata Kemoe'atu, Fulivai lánya, 1 fiú, 2. felesége Lavinia Veiongo Mahanga (1828–1907), Samuelio Fatafehi Laufilitonga király (39. Tu'i Tonga) lánya, 1 leány+2 természetes gyermek
  - Milika (1821 körül–) úrnő